# Антонио, Леонардо
Леонардо Антонио (порт.-браз. Léonardo Antonio; 9 июня 1997, Мескита) — бразильский футболист, полузащитник клуба «Академия Пандева».

## Биография
Воспитанник клуба «Португеза», после чего играл за любительский клуб «Гонсаленсе».
В 2019 году стал игроком клуба второго литовского дивизиона «Джюгас». По итогам сезона 2020 помог команде выйти впервые в истории в высший дивизион. 6 марта 2021 года дебютировал в А-Лиге в первом матче сезона против клуба «Хегельманн» (2:1). 12 июня забил первый гол в высшем дивизионе против «Ритеряя» (1:1). Всего за четыре сезона провел в литовском клубе 102 игры во всех турнирах и забил 8 голов и 21 февраля 2023 покинул команду в статусе свободного агента
23 февраля 2023 года заключил контракт со «Львовом».